# Would?
Singles de Alice in Chains
Sea of Sorrow Them Bones
Would? est une chanson du groupe de grunge Alice in Chains, apparaissant dans l'album de 1992 Dirt.
Différentes versions live de cette chanson avec James Hetfield et Phil Anselmo. Dans ces versions, ils chantent seulement sur le refrain, laissant Jerry Cantrell chanter sur les couplets. Il existe aussi une reprise du groupe Opeth.